# Грб Намибије
Грб Намибије је званични хералдички симбол афричке државе Републике Намибије. Грб је званично усвојен 21. марта 1990. године, када је Намибија добила независност.

## Опис
На штиту се налази државна застава, док се на врху налази Афрички рибарски орао. Са обе стране штита се налазе орикс антилопе, које представљају храброст, елеганцију и понос. Испод штита се налази флора пустиње. На самом дну је на енглеском исписан национални мото: (Unity, Liberty, Justice) "Јединство,  слобода, правда".